# 252
252是251與253之間的自然數。

## 在數學中
- 合數，正因數有1、2、3、4、6、7、9、12、14、18、21、28、36、42、63、84、126和252。
質因數分解為{\displaystyle 2^{2}\times 3^{2}\times 7}。
- 第58個過剩數，真因數和為476，盈度為224。前一個為246、下一個為258。
  - 第59個半完全數，和為本身的其中一組因數為1、 2、 3、 4、 6、 7、 9、 12、 18、 21、 28、 36、 42、 63。前一個為246、下一個為258。
- 第76個十进制的哈沙德數。前一個為247、下一個為261。
- 十进制的奢侈數。
- 迴文數
- 6個連續質數和（31+37+41+43+47+53）
- 半完全數：252=42+84+126
- 6-多胞體數

## 在人類文化中
- 新北市三芝區的郵遞區號為252

## 在科學中
鑀-252是鑀中最穩定的同位素，它的半衰期有471.7天

## 在其他領域中
- 西元252年和前252年
- 九龍巴士252線